# Brzezówka (powiat kolbuszowski)
Brzezówka – przysiółek wsi Domatków, w Polsce, w województwie podkarpackim, w powiecie kolbuszowskim, w gminie Kolbuszowa.
Dawniej wieś i siedziba gminy jednostkowej Brzezówka.
Brzezówka (na przestrzeni wieków zapisywana jako wieś królewska pod nazwami: Wola Smarkulowska, Smarkulów, Brzeziny, Brzozówka, Brzozówka Ropczycka, Brzezówka), miejscowość w dolinie rzeki Nil i nad potokiem Brzezówka.
W latach 1867–1933 była siedzibą gminy jednostkowej – Brzezówka, należącą do województwa lwowskiego. W latach 1975–1998 miejscowość administracyjnie należała do województwa rzeszowskiego.
Brzezówka wchodzi w skład sołectwa Domatków i obrębu geodezyjnego Domatków.

## Historia

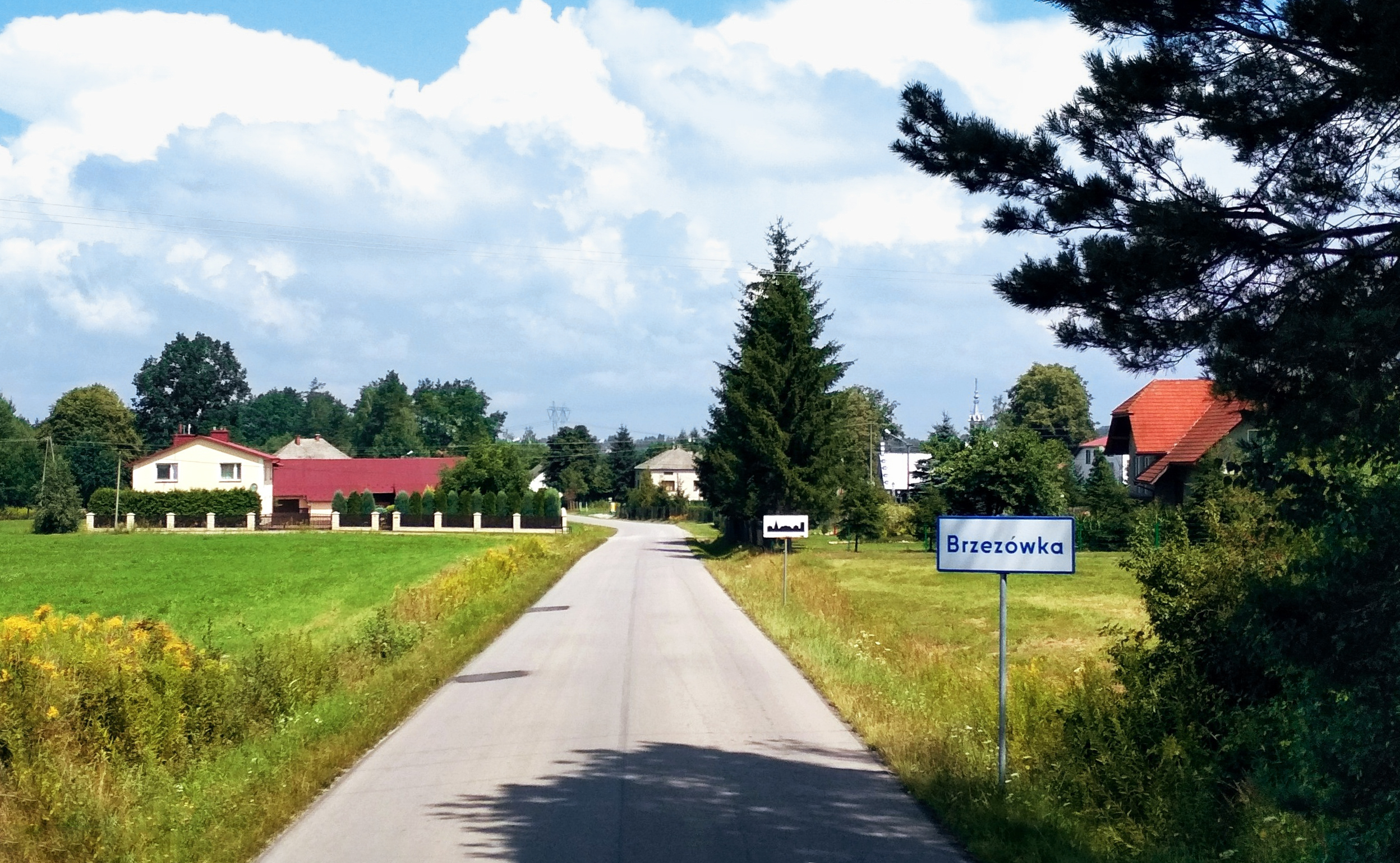
Wjazd od strony Domatkowa

Historia obecnej Brzezówki sięga nawet XVI wieku, kiedy obszar ten stanowił samorządną osadę / wieś w Puszczy Sandomierskiej. Określano ją i zapisywano wówczas jako Wola Smarkulowska, co w XVII wieku przekształcono i w 1673 roku zapisano jako Smarkulów.
W wieku XVIII (1738 roku) administracyjnie zapisana została jako wieś Brzozówka (wcześniej nieoficjalnie nazywana również jako Brzeziny). Nazwy te wywodzą się od brzozy, gatunku drzewa, oraz lasów brzozowych, które wówczas bujnie porastały ten obszar.
Brzozówka była wówczas jedną z niewielu wsi o charakterze wsi dworskiej w rejonie Kolbuszowej. Należała wówczas do Potockich, którzy w swym majątku posiadali dwory, pałace i folwarki m.in. w Warszawie, Lwowie, Zbarażu, Krakowie, Krzeszowicach czy Ropczycach.
W Brzozówce zlokalizowany był drewniany dwór Potockich, folwark oraz dwa spichlerze, które w tamtym czasie sprawnie funkcjonowały w powiecie kolbuszowskim. Brzozówka z uwagi, iż była częścią majątku Potockich, którzy wówczas najbliżej urzędowali na ziemiach Ropczyckich, decyzją krzeszowskiego hrabiego Artura Potockiego uzyskała dopisek do nazwy wsi „Ropczycka” i zaczęto określać ją Brzozówką Ropczycką. W tamtym czasie na obszarze wsi Brzezówka rozciągały się również duże folwarczne pola, które należały pod ówczesnych włodarzy ropczyckich.
Zapiski nazwy wsi w XIX wieku (od około 1820 roku) pokazują, że nazwę tej miejscowości zaczęto lekko zmieniać. Zaczęto ją zapisywać również jako Brzezówkę, mimo że administracyjnie stanowiła wciąż Brzozówkę, wieś w Galicji.
Od 1857 roku teren Galicji uzyskał autonomię. Zostały powołane gminy jednostkowe (tzw. jednowioskowe), które stały się samorządne. W tymże roku powołano też gminę jednostkową – Brzezówka, którą zarządzał wójt, rada gminy, zwierzchność oraz sołtys. Zapiski wyjęte z kronik wspominają także o tym, że mieszkał tu także lokalny pisarz.
Brzezówkę opisuje „Słownik geograficzny Królestwa Polskiego i innych krajów słowiańskich” Tom I wydania, napisany w 1880 roku. Brzezówka określana wówczas jako Brzozówka Ropczycka, była wsią dworską należącą do majątku krzeszowskiego hrabiego Artura Potockiego, o łącznej długości 1308 morgów, glebie piaszczystej, z czego 953 morgów stanowiły role orne. W latach 1867–1939 obszary dworskie były istniejącym starym podziałem jeszcze z czasów feudalnych (średniowiecza).
O istnieniu gminy jednostkowej świadczy zapis wyjęty z publikacji w 1892 roku w Krakowie, pt. „Sprawozdanie z czynności Rady Powiatowej Kolbuszowej za okres czasu od 22 Września 1867 roku do 22 Września 1892 roku w Krakowie, Nakładem Rady Powiatowej Kolbuszowej”, gdzie delegatem reprezentującym m.in. gminę jednostkową Brzezówka był Białek Kazimierz.
Najstarsze wzmianki o wsi oraz zmieniającej się nazwie można napotkać w księgach i kronikach należących do parafii Wszystkich Świętych w Kolbuszowej, gdyż wieś Brzezówka przez wieki należała do niej, aż do 1986 roku, kiedy to Domatków wraz z Brzezówką przypisano nowo erygowanej parafii Miłosierdzia Bożego w Domatkowie, należącej wówczas do diecezji tarnowskiej. Znaczna część mieszkańców Brzezówki nie chciała przynależeć do tejże parafii, wyrażając chęć pozostania w parafii Wszystkich Świętych w Kolbuszowej. Świadczą o tym petycje i pisma mieszkańców kierowane do biskupa, zgromadzone w archiwum diecezji tarnowskiej.
Do 1933 Brzezówka stanowiła odrębną gminę jednostkową; 1 kwietnia 133 gminę zniesiono i włączono ją do gminy Domatków.
W 1934 roku nastąpiło ujednolicenie samorządu w całej II Rzeczypospolitej. Gminy uzyskały samorząd podobny do współczesnego i stały się gminami zbiorowymi. Domatków (z Brzezówką, Bukowcem i Wolą Domatkowską), Kłapówką, Kolbuszową Dolną, Kolbuszową Górną, Kupnem, Nową Wsią, Porębami Kupieńskimi, Przedborzem, Werynią i Widełką włączono do gminy zbiorowej, a jej siedzibę stanowiła wówczas Kolbuszowa Górna. Gmina początkowo funkcjonowała w województwie lwowskim, później w województwie rzeszowskim.
21 lipca 1934 roku w związku z rozporządzeniem ministra spraw wewnętrznych zmieniono obowiązujący wówczas podział administracyjny w powiecie kolbuszowskim. Zniesiono gminy jednostkowe celem utworzenia gromad. Reforma w swym celu zakładała poprawę, lecz w niektórych przypadkach pogorszyła sytuację samorządową. Tak też się stało w przypadku Brzezówki.
Ostatecznie proces zakończono w 1967 roku, Brzezówkę przemianowano jedynie do miana przysiółka wsi, a jej obszar włączono w obręb gromady Domatków.
Na przestrzeni lat 1997–1998 Gmina Kolbuszowa zmieniła adresację w Brzezówce. Dotychczas obszar wsi Brzezówka posiadał własną adresację oraz wyznaczony własny obręb ewidencyjny miejscowości Brzezówka. Po połączeniu obrębów geodezyjnych w jeden tj. obręb geodezyjny miejscowości Domatków oraz nadaniu nowej numeracji zmieniono formy: meldunkowe, adresacji, korespondencyjne (...) z Brzezówka na Domatków, a numery ujednolicono, gdyż dotychczasowe pokrywały się (np. współistniały dwa adresy Domatków 1 oraz Brzezówka 1).
W 2012 roku Minister Administracji ustanowił poprawna formę adresacji m.in. dla miejscowości Brzezówka, jaką ma być np. „Brzezówka 1E, 36-100 Domatków”.
Od 1935 roku do dziś Brzezówka stanowi największy przysiółek we wsi Domatków pod względem liczby ludności, jak i terytorialnym. Dzięki dołączonej Brzezówce, Domatków posiada nie tylko większy teren wsi, obszar sołecki i liczbę ludności, ale również Muzeum Kultury Ludowej (jedną z głównych atrakcji turystycznych w Kolbuszowej), dostęp do rzeki Nil, oraz bezpośrednio graniczy z miastem Kolbuszową.
Niekorzystny dla Brzezówki podział administracyjny z lat 1935–1967 widać po dziś dzień. Przysiółek stanowi część wsi, lecz nie jest integralny z wsią administracyjną.
5 grudnia 2018 roku do Rady Miasta i Gminy Kolbuszowej trafiła petycja od mieszkańców Brzezówki, w sprawie przeprowadzenia konsultacji społecznych w sprawie wyodrębnienia i przywrócenia wsi Brzezówka. W petycji wymieniono m.in. problemy z poprawnym ustaleniem adresu i nieuregulowanymi zaszłościami. W petycji jako miejsce konsultacji zdecydowanie mieszkańcy zaproponowali Brzezówkę, wyrażając przy tym niechęć do organizacji konsultacji w Domatkowie.
27 maja 2019 roku w miejscowości Domatków odbyło się zebranie wiejskie, które wyjątkowo zgromadziło wielu mieszkańców wsi Domatków. Na tymże zebraniu większość mieszkańców Domatkowa zdecydowała, iż nie chce konsultacji społecznych w sprawie odłączenia Brzezówki od Domatkowa. Mieszkańcy Brzezówki stanowili mniejszość na owym zebraniu, gdyż nie utożsamiając się z wsią Domatków, na zebranie wiejskie w Domatkowie przybyli nieliczni wyrażając w ten sposób swój sprzeciw w sprawie miejsca konsultacji.
Rada Miasta i Gminy Kolbuszowa kierując się ogólnym głosem mieszkańców wsi Domatków odrzuciła propozycję mieszkańców Brzezówki w sprawie przywrócenia wsi Brzezówka w gminie Kolbuszowa.

## Turystyka

### Turystyka muzealna
Muzeum Kultury Ludowej (Park Etnograficzny) powstało na terenie trzech sąsiadujących ze sobą miejscowości: Brzezówki, Kolbuszowej oraz Kolbuszowej Górnej. Skansen powstawał na tzw. Brzozowskich polach, czyli łąkach, pastwiskach przylegających, które znajdują się w Brzezówce. Na terenie Brzezówki znajduje się 11,8 hektarów tegoż skansenu, co stanowi 41% całej jego powierzchni.

Zgromadzono w nim ponad 80 mniejszych i większych obiektów architektury drewnianej. 

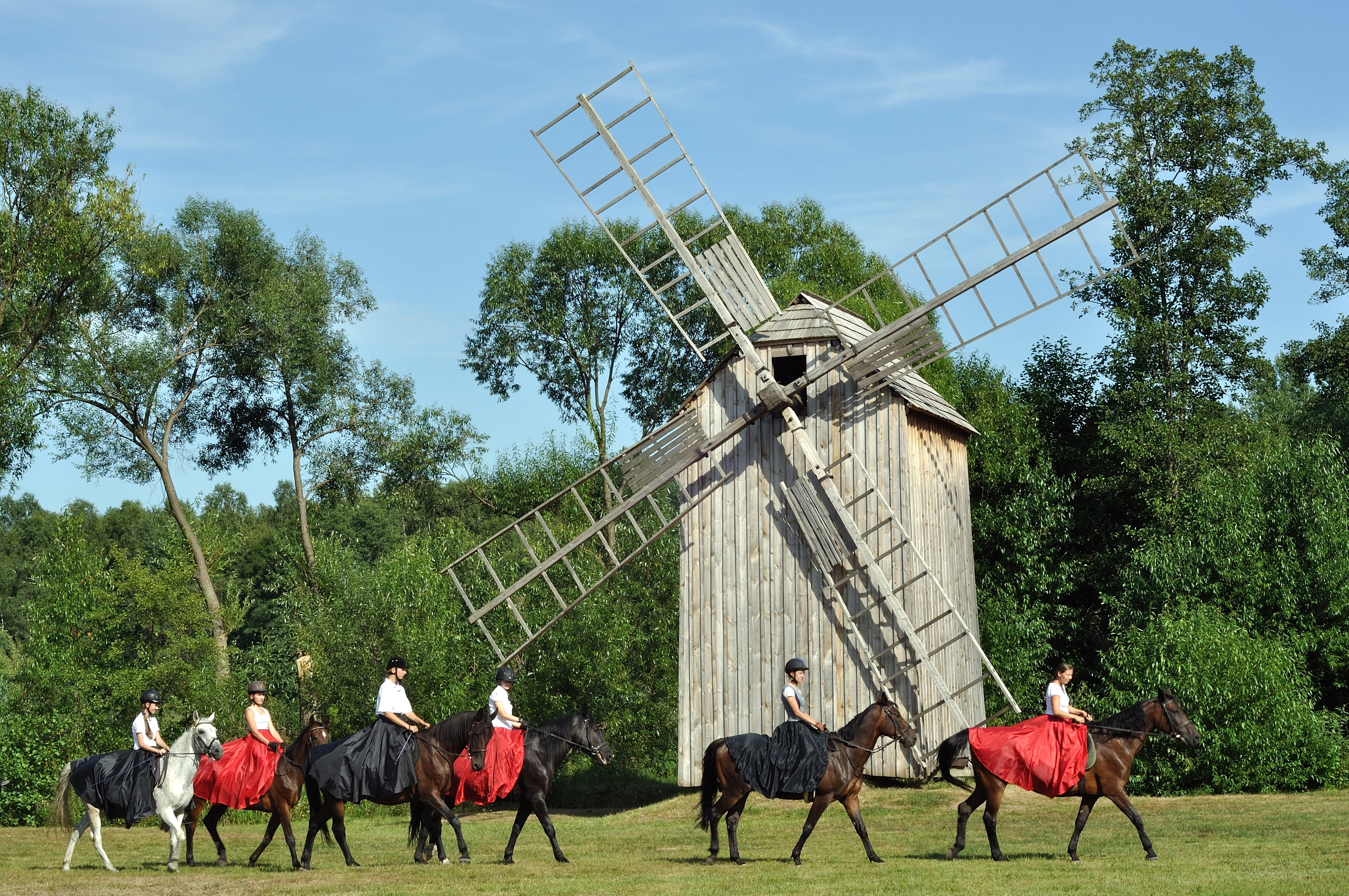
Park Etnograficzny w Brzezówce

Przez park przepływa potok Brzezówka, który jest dopływem rzeki Nil.
Do ciekawych obiektów należą m.in.: zespół wiatraków, młyn wodny, olejarnia, remiza strażacka z wystawą dawnego sprzętu pożarniczego, budynek szkoły i karczmy wiejskiej. Kulturę materialną i duchową Lasowiaków i Rzeszowiaków obrazują także urządzone w niektórych wnętrzach wystawy: wyrobów rękodzielniczych, o pracach gospodarskich, o zwyczajach i obrzędach.

### Kompleksy turystyczne
W 2018 roku w miejscowości otwarto dla turystów prywatny kompleks turystyczny „Brzezóvka”. Jego powierzchnia wynosi 5500 m². Obiekt obejmuje trzy parki: historyczny, wodny oraz plac zabaw. Posiada własne zaplecze gastronomiczne oraz bezpośrednio sąsiaduje z Muzeum Kultury Ludowej.

### Turystyka rowerowa
Przez Brzezówkę przebiegają dwa szlaki rowerowe, w tym jeden zaczynający się w niej:
1. „czerwony” – o łącznej długości 3,5 km. Przebieg trasy: Brzezówka – Nowa Wieś.
2. „niebieski” – o łącznej długości 32,2 km. Przebieg trasy: Kolbuszowa – Brzezówka – Domatków – Przedbórz – Huta Przedborska – Poręby Kupieńskie – Kupno – Bukowiec – Kolbuszowa.

## Religia

### Kościół rzymskokatolicki

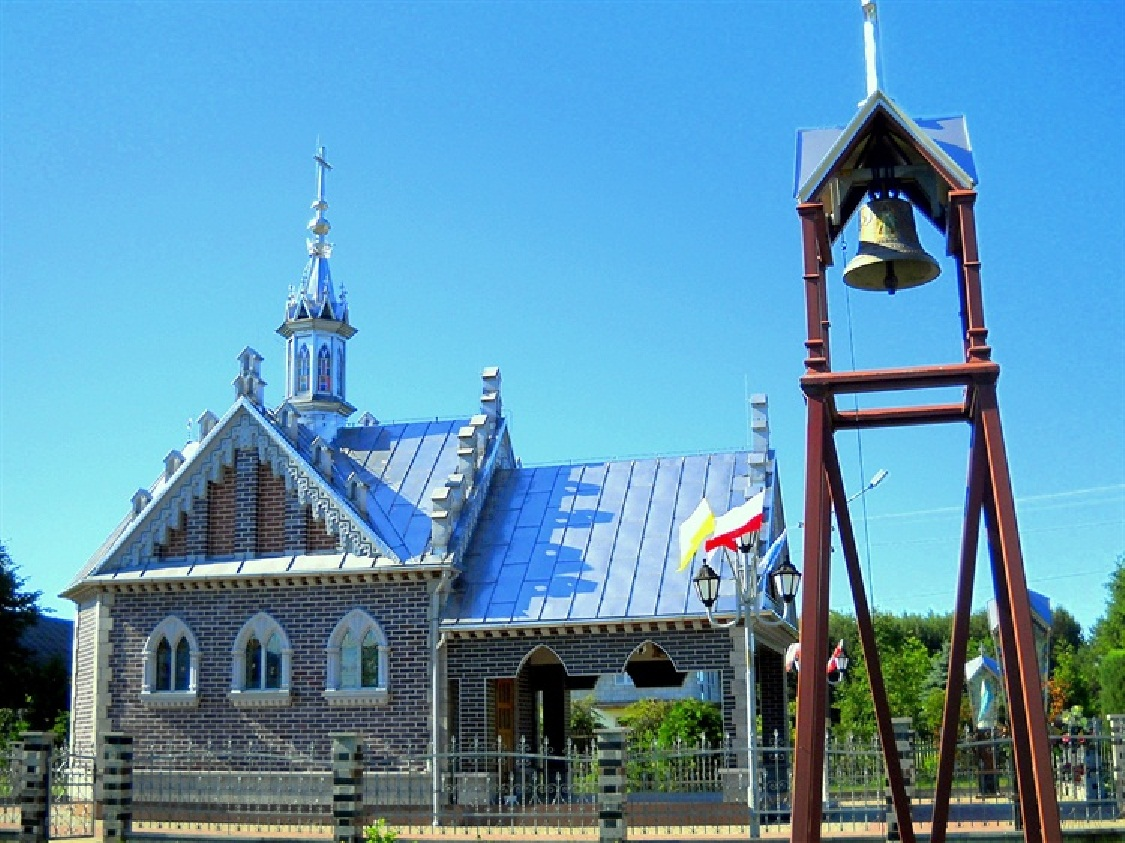
Kaplica pw. Matki Bożej Nieustającej Pomocy w Brzezówce

Wierni Kościoła rzymskokatolickiego z Brzezówki należą do parafii Miłosierdzia Bożego w Domatkowie, która należy do dekanatu Kolbuszowa Zachód, diecezji rzeszowskiej.

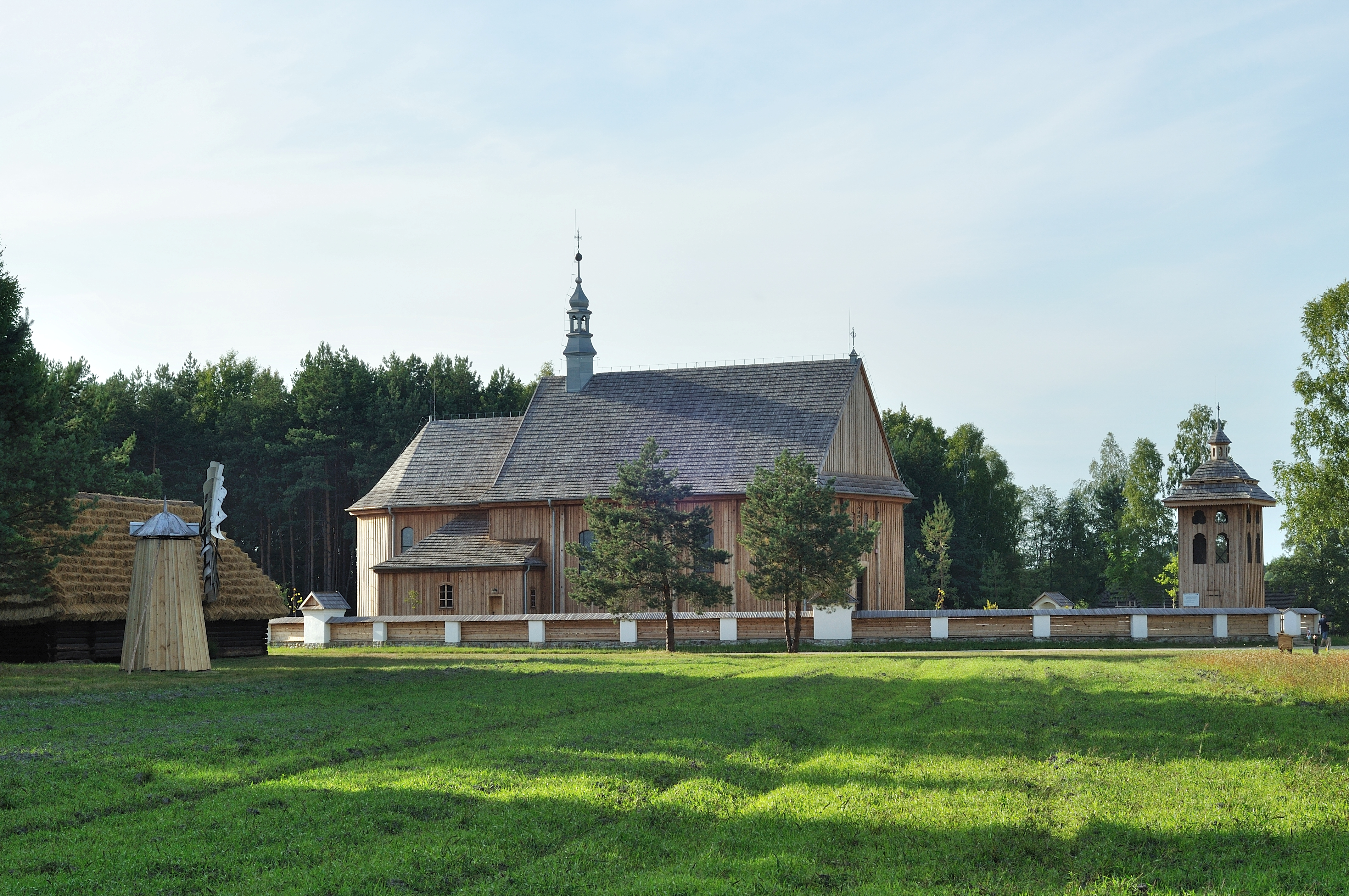
Kościół pw. św Marka w Muzeum Kultury Ludowej w Brzezówce

Na terenie Brzezówki znajduje się murowana kaplica pw. Matki Bożej Nieustającej Pomocy wzniesiona w latach 2001–2002, poświęcona 23 czerwca 2003 r. przez biskupa Edwarda Białogłowskiego. Głównym fundatorem jest urodzony w Brzezówce, ksiądz Władysław Jemioło.
Na terenie Brzezówki w Muzeum Kultury Ludowej znajduje się także zabytkowy (pochodzący z Rzochowa, obecnie dzielnicy Mielca) kościół pw. Świętego Marka Ewangelisty złożony w 2008 roku. Jest on kościołem filiarnym parafii Wszystkich Świętych w Kolbuszowej.

## Gospodarka w miejscowości
Na obszarze miejscowości Brzezówka zlokalizowanych jest 9 firm w tym 8 zarejestrowanych w tejże wsi. Wśród nich możemy rozróżnić m.in:
- Automation-Systems – automatyka przemysłowa, elektronika, elektryka
- Miro-Bud – usługi budowlane
- Tip Top – usługi sprzątające
- Martins – Kompleks Turystyczny Brzezóvka, obsługa imprez
- Skup Zwierząt Hodowlanych
- Climtech – usługi wodno-kanalizacyjne, elektronika, usługi remontowo-wykończeniowe